# Internationale Nukleotidsequenz-Datenbank-Zusammenarbeit
Die Internationale Nukleotidsequenz-Datenbank-Zusammenarbeit, engl. International Nucleotide Sequence Database Collaboration (INSDC), verfolgt das Ziel, die Inhalte des European Nucleotide Archive (ENA) vom Europäischen Bioinformatik-Institut (EBI), der GenBank des National Center for Biotechnology Information (USA) und der DNA Data Bank of Japan (DDBJ) vom National Institute of Genetics (Japan) aufeinander abzustimmen und ihre Pflege zu koordinieren. Alle drei Datenbanken erfassen Nukleotidsequenzdaten und stellen sie mit Annotation bereit. Ihre Inhalte werden täglich synchronisiert. Die INSDC entstand 1992.